# تاغدوت (آيت عمر)
تاغدوت هي قرية تقع بجماعة ويسلسات،دائرة أمرزگان، إقليم ورززات، جهة درعة تافيلالت في المملكة المغربية. تنتمي القرية لمشيخة آيت عمر فرقة آماغا قبيلة ءايت واوزگيت التي تضم 16 قرية. يقدر عدد سكانها بـ 1264 نسمة حسب الإحصاء الرسمي للسكان والسكنى لسنة 2004.

## روابط خارجية
- البوابة الوطنية للجماعات الترابية نسخة محفوظة 12 مارس 2018 على موقع واي باك مشين.
- المندوبية السامية للتخطيط